# Guido Marini
Guido Marini (Genova, 31 gennaio 1965) è un vescovo cattolico italiano, dal 29 agosto 2021 vescovo di Tortona.

## Biografia
È nato a Genova, città capoluogo della Liguria e sede arcivescovile, il 31 gennaio 1965.

### Formazione e ministero sacerdotale
Dopo la maturità classica, conseguita nel 1983 presso il Liceo classico Cristoforo Colombo di Genova, è entrato nel locale seminario arcivescovile durante l'episcopato del cardinale Giuseppe Siri. Ha terminato gli studi in teologia e ha ottenuto il baccalaureato.
Il 4 febbraio 1989 è stato ordinato presbitero dal cardinale Giovanni Canestri.
Ha proseguito gli studi a Roma presso la Pontificia Università Lateranense dove ha ottenuto il dottorato in utroque iure. Presso la Pontificia Università Salesiana ha invece conseguito il baccellierato in psicologia della comunicazione.
A partire dal 1987 ha svolto l'ufficio di segretario personale degli arcivescovi di Genova, i cardinali Giovanni Canestri e Dionigi Tettamanzi. Ha ricoperto inoltre il ruolo di maestro delle celebrazioni liturgiche sotto i cardinali Dionigi Tettamanzi, Tarcisio Bertone e Angelo Bagnasco. La sua cura era rivolta particolarmente alla stesura dei libretti liturgici e alla guida dell'Associazione di servizio d'accoglienza Collegium Laurentianum.
Dal 1992 si è occupato di insegnamento. In particolar modo è stato docente di diritto canonico alla sezione di Genova della Facoltà teologica dell'Italia settentrionale e anche di teologia dei ministeri all'Istituto superiore di scienze religiose della medesima arcidiocesi. Nel 2002 ha ricevuto la nomina a canonico e successivamente a prefetto, nel 2003, della cattedrale di San Lorenzo. Nel 2004 è stato eletto direttore spirituale del seminario arcivescovile di Genova. Dal 2003 al 2005 ha invece assunto il ruolo di direttore dell'Ufficio diocesano per l'educazione, rivolgendo uno sguardo all'insegnamento della religione cattolica nell'ambito della scuola. Nel 2005 ha ricevuto la nomina a cancelliere arcivescovile ed è divenuto così membro permanente del Consiglio episcopale.

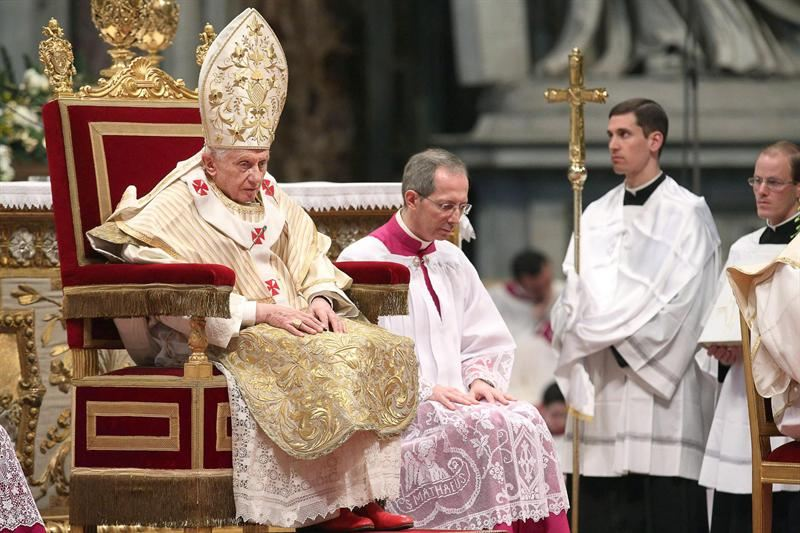
Mons. Marini a fianco di papa Benedetto XVI durante la messa dell'Epifania del 2013.

Il 29 settembre 2007 papa Benedetto XVI lo ha insignito del titolo di prelato d'onore di Sua Santità mentre il 1º ottobre lo ha nominato maestro delle celebrazioni liturgiche pontificie; è succeduto all'arcivescovo Piero Marini, nominato presidente del Pontificio comitato per i congressi eucaristici internazionali.

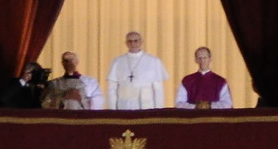
Mons. Marini (a destra) durante la prima apparizione pubblica di papa Francesco.

Il 12 marzo 2013 ha intimato l'extra omnes durante i riti di inizio del conclave del 2013 e dal 13 marzo successivo è stato a servizio presso papa Francesco. In un articolo de Il Foglio, che riporta alcune espressioni di papa Francesco in occasione della visita ad limina dei vescovi pugliesi, riferite in seguito da Domenico Padovano, vescovo di Conversano-Monopoli, e raccolte dal giornalista Sandro Magister, il pontefice ha dichiarato di aver subìto alcune pressioni affinché sostituisse il maestro delle cerimonie, Guido Marini, additato come tradizionalista. Papa Francesco ha invece inteso rifiutare le richieste di cambiamento «per fare tesoro della sua preparazione tradizionale» e per consentire a Marini «di avvantaggiarsi di una formazione più emancipata», tanto che in seguito l'ha riconfermato alla scadenza del suo secondo mandato nell'ottobre 2017.
Il 17 gennaio 2019 papa Francesco lo ha nominato responsabile della Cappella musicale pontificia sistina, contestualmente inserita nell'Ufficio delle celebrazioni liturgiche del sommo pontefice, e gli ha affidato anche il compito di redigere un nuovo statuto che aggiorni quelli precedentemente approvati.

### Ministero episcopale

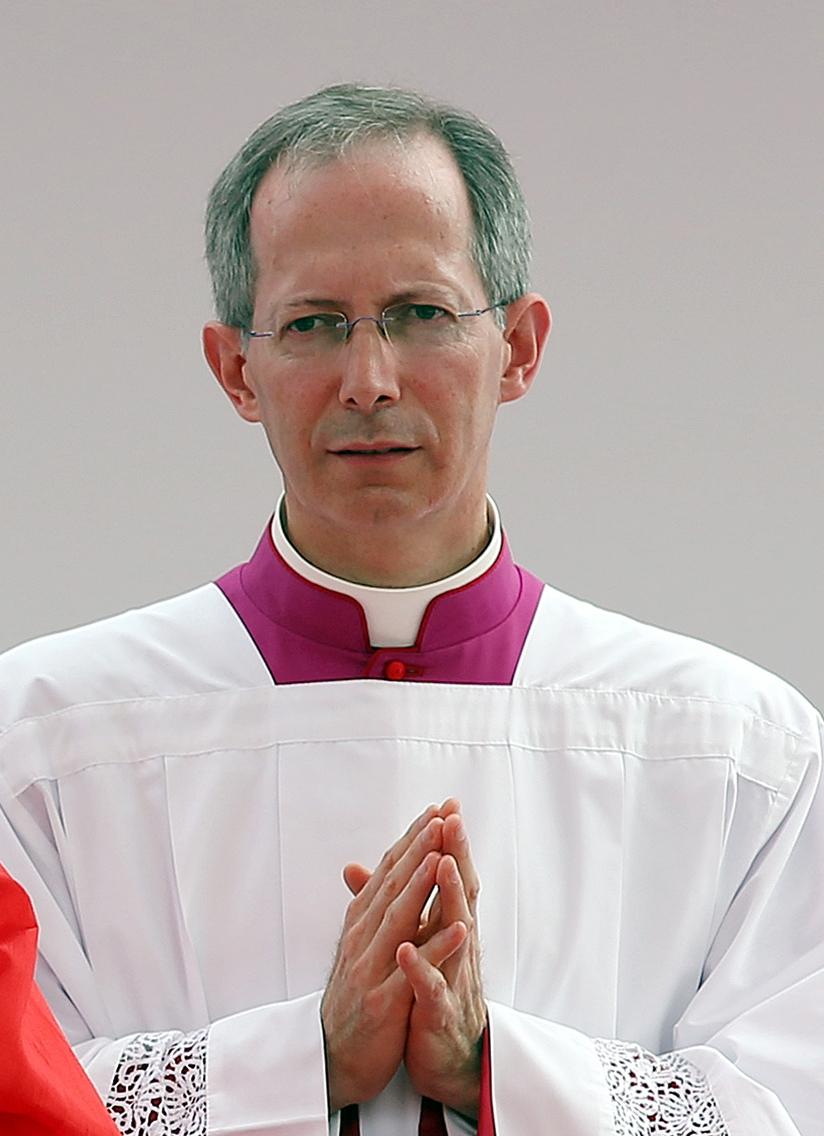
Mons. Marini durante il viaggio apostolico di papa Francesco in Corea del Sud, 16 agosto 2014.

Il 29 agosto 2021 papa Francesco lo ha nominato vescovo di Tortona; è succeduto a Vittorio Francesco Viola, precedentemente nominato segretario della Congregazione per il culto divino e la disciplina dei sacramenti.
Ha ricevuto l'ordinazione episcopale il 17 ottobre, nella basilica di San Pietro in Vaticano, insieme all'arcivescovo Andrés Gabriel Ferrada Moreira, per imposizione delle mani dello stesso pontefice, co-consacranti gli arcivescovi Marco Tasca, arcivescovo di Genova, e Vittorio Francesco Viola, emerito di Tortona.
Ha preso possesso della diocesi il 7 novembre.

## Stemma

### Blasonatura
Di rosso, alla galea d'oro, con la vela quadra d'argento, crociata del campo, vogante su un mare d'azzurro, fluttuoso d'argento, movente dalla punta. Accompagnata nel cantone destro del capo da una stella di sei raggi e accostata da sette fiamme, due a destra, ordinate in sbarra e cinque a sinistra, poste 2-2-1, il tutto d'oro; col capo raggiante d'oro, carico di un cuore di rosso, circondato in fascia da una corona di spine di nero e cimato a una corona fiammeggiante di sei lingue, la base merlettata, di rosso.
Lo scudo, accollato a una croce astile d'oro, posta in palo, è timbrato dal galero verde. Le nappe, in numero di dodici, sono disposte sei per parte, in tre ordini di 1, 2, 3.
Sotto lo scudo, nella lista svolazzante d'argento, il motto in lettere maiuscole di nero: EMITTE SPIRITUM TUUM.

### Interpretazione
La nave posta al centro dello stemma è un chiaro riferimento alla Chiesa, la quale si pone come navigante nel tempo; sulla vela si nota una croce rossa su sfondo bianco, che è un omaggio a Genova, città natale del presule. L'imbarcazione poggia sul mare, il quale richiama simbolicamente al cognome del presule. Lo spazio circostante è riempito da sette fiamme, che rappresentano lo Spirito Santo nei suoi sette doni, e, a sinistra, da una stella a 6 punte, che evoca la figura della Madre di Dio. In alto è rappresentato il Cuore di Gesù, coronato di spine, segno della passione del Salvatore.

### Motto
Il motto Emitte Spiritum tuum è tratto dal salmo 104 (103).
(Salmo 104 (103), 30-31)

## Genealogia episcopale
La genealogia episcopale è:
- Cardinale Scipione Rebiba
- Cardinale Giulio Antonio Santori
- Cardinale Girolamo Bernerio, O.P.
- Arcivescovo Galeazzo Sanvitale
- Cardinale Ludovico Ludovisi
- Cardinale Luigi Caetani
- Cardinale Ulderico Carpegna
- Cardinale Paluzzo Paluzzi Altieri degli Albertoni
- Papa Benedetto XIII
- Papa Benedetto XIV
- Papa Clemente XIII
- Cardinale Bernardino Giraud
- Cardinale Alessandro Mattei
- Cardinale Pietro Francesco Galleffi
- Cardinale Giacomo Filippo Fransoni
- Cardinale Carlo Sacconi
- Cardinale Edward Henry Howard
- Cardinale Mariano Rampolla del Tindaro
- Cardinale Antonio Vico
- Arcivescovo Filippo Cortesi
- Arcivescovo Zenobio Lorenzo Guilland
- Vescovo Anunciado Serafini
- Cardinale Antonio Quarracino
- Papa Francesco
- Vescovo Guido Marini

## Opere
- Guido Marini, Spiragli sull'infinito, Ragusa, Libroitaliano, 1999.
- Guido Marini e Francesco Moraglia, Dio mi basta. Monsignor Tommaso Reggio, Genova, Marietti, 2000, ISBN 88-211-7236-8.
- Guido Marini, O Trinità che adoro, Casale Monferrato, Portalupi, 2001, ISBN 88-8441-008-8.
- Guido Marini, Ascolta le parole della mia bocca. Itinerario spirituale per il tempo di avvento e il tempo di Natale, Casale Monferrato, Portalupi, 2001, ISBN 88-8441-011-8.
- Guido Marini, A te levo i miei occhi. Tempo di avvento, novena di Natale, tempo di Natale, Casale Monferrato, Portalupi, 2002, ISBN 88-8441-019-3.
- Guido Marini, Ritorniamo a Dio con tutto il cuore. Tempo di Quaresima, Casale Monferrato, Portalupi, 2003, ISBN 88-8441-028-2.
- Guido Marini, Per amore del cuore di Gesù. La vita di Madre Eugenia Ravasco, prefazione del cardinale Dionigi Tettamanzi, Casale Monferrato, Portalupi, 2003, ISBN 88-8441-033-9.
- Guido Marini, Conquistato dal Tuo mistero... Io Ti cerco, Casale Monferrato, Portalupi Editore, 2004, ISBN 88-8441-053-3.
- Stefano Zilia Bonamini Pepoli (a cura di), Il crocifisso e la Maddalena. Meditazioni sul capolavoro di Federico Brandani, prefazione di mons. Guido Marini, Roma, Edizioni Art, 2009, ISBN 978-88-7879-126-8.
- Guido Marini, Liturgia mysterium salutis, Cinisello Balsamo (MI), San Paolo, 2010, ISBN 978-88-215-6833-6.
- Guido Marini, La libertà è amore. Madre Eugenia Ravasco, Cinisello Balsamo (MI), San Paolo, 2010, ISBN 978-88-215-6693-6.
- Marco Chiesa, Vicino a Gesù ... per servirlo. Guida per i ministranti, prefazione di mons. Guido Marini. Disegni di Marco Torricelli, Gorle - Cascine Vica, Velar - Elledici, 2011, ISBN 978-88-01-04779-0.
- Pontificium Institutum Altioris Latinitatis (a cura di), Eucharisticum mysterium : [ordo missae 1970 e 1962] : celebrare l'Eucaristia nella forma ordinaria e straordinaria secondo il rito romano (testo latino-italiano), presentazione di mons. Guido Marini, Padova, Edizioni Messaggero, 2012, ISBN 978-88-250-2686-3.
- Guido Marini, Liturgia. Gloria di Dio, santificazione dell'uomo, Cinisello Balsamo (MI), San Paolo, 2013, ISBN 978-88-215-7650-8.
- Emanuele Borserini, Il paradiso sulla terra : spunti di catechesi liturgica nella messa, prefazione di mons. Guido Marini, Crotone, D'Ettoris, 2018, ISBN 978-88-93280-43-3.
- Guido Marini, L'amore ci sospinge. Rinnovare il sì al Signore davanti alla sua Parola, Cantalupa (TO), Effatà, 2018, ISBN 978-88-6929-157-9.
- Papa Francesco, La vita in Cristo. Catechesi sui sacramenti e sui 10 comandamenti. Le parole di Papa Francesco dall'11 aprile 2018 al 28 novembre 2018, prefazione di mons. Guido Marini, Città del Vaticano, Libreria editrice vaticana, 2019, ISBN 978-88-266-0232-5.